# رابطة عموم أمريكا لصحفيي الأفلام والتلفزيون
رابطة عموم أمريكا لصحفيي الأفلام والتلفزيون، المعروفة أيضًا باسم جوائز PAAFTJ التلفزيونية، هي حفل توزيع جوائز سنوي تنظمه منظمة غير ربحية مقرها في بربانك بولاية كاليفورنيا. تم منح الجوائز السنوية الأولى في 8 يوليو 2012. تكرم الرابطة أفضل الإنجازات في التلفزيون التجاري وغير التجاري في الولايات المتحدة. يصوت أعضاء الجمعية سنويا على جوائز PAAFTJ التلفزيونية، والتي يتم تقديمها لعروض متميزة في مجالات مثل الدراما والكوميديا والتنوع والرسوم المتحركة. اعتبارًا من عام 2013، تم تخفيض الفئات إلى 45.
في الحفل الأول، فاز مسلسل كوميونتي بجائزة أفضل مسلسل كوميدي، وفاز مسلسل اختلال ضال بجائزة أفضل مسلسل درامي، وفاز مسلسل شيرلوك بجائزة أحسن مسلسل أو فيلم تلفزيوني، وفاز برنامج في وقت متأخر مع كريغ فيرغسون The Late Late Show with Craig Ferguson بجائزة أفضل سلسلة متنوعة، وفاز مسلسل آرشر بجائزة أفضل سلسلة للرسوم المتحركة.